# Stephen James Taylor
Pour les articles homonymes, voir Taylor.
Stephen James Taylor est un compositeur de musiques de films.

## Filmographie
- 1990 : La Rage au cœur (To Sleep with Anger)
- 1990 : Les Tiny Toons ("Tiny Toon Adventures") (série télévisée)
- 1990 : G.I. Joe (série télévisée)
- 1991 : The Giving
- 1992 : Les Vacances des Tiny Toon (Tiny Toon Adventures: How I Spent My Vacation) (vidéo)
- 1992 : Raw Toonage (série télévisée)
- 1994 : L'Insigne de la honte (The Glass Shield)
- 1995 : The Piano Lesson (TV)
- 1995 : Timon et Pumbaa (série télévisée)
- 1995 : Divas (TV)
- 1996 : Powers of Time (vidéo)
- 1996 : Nightjohn (en) (TV)
- 1996 : Le Livre de la jungle, souvenirs d'enfance (Jungle Cubs) (série télévisée)
- 1998 : The Wedding (TV)
- 1998 : Ménage à quatre (Why Do Fools Fall In Love)
- 1999 : Selma, Lord, Selma (TV)
- 1999 : Passing Glory (en) (TV)
- 2000 : John Henry
- 2000 : Olivia's Story
- 2000 : Finding Buck McHenry (TV)
- 2000 : Natalie Cole (Livin' for Love: The Natalie Cole Story) (TV)
- 2000 : Holiday Heart (TV)
- 2001 : Disney's tous en boîte (House of Mouse) (série télévisée)
- 2002 : 10,000 Black Men Named George (en) (TV)
- 2004 : Teacher's Pet
- 2004 : Mickey, il était deux fois Noël (Mickey's Twice Upon a Christmas) (vidéo)
- 2006 : The Adventures of Brer Rabbit (vidéo)